# 中国驻智利大使列表
本列表为中華民國和中華人民共和國驻智利历任大使名录。

## 历任中国驻智利大使

### 中华民国驻智利公使（1922年－1947年）
1921年2月，中华民国始任命驻智利代办使节。1924年开始派遣驻智利公使。1946年12月，中国驻智利公使馆升格为大使馆。
| 姓名   | 任命           | 到任           | 递交国书       | 免职           | 离任           | 外交衔级 | 外交职务     | 备注     | 备注 |
| ------ | -------------- | -------------- | -------------- | -------------- | -------------- | -------- | ------------ | -------- | ---- |
| 欧阳庚 | 1922年2月24日  | 1922年7月10日  |                |                | 1927年8月27日  | 一等秘书 | 临时代办     |          |      |
| 张孝若 | 1924年5月12日  | 未到任         |                | 1926年5月10日  |                | 公使     | 特命全权公使 |          |      |
| 吴克倬 | 1927年8月27日  | 1927年8月27日  |                |                | 1928年8月27日  | 随员     | 临时代办     |          |      |
| 王天木 | 1928年8月27日  | 1928年8月27日  |                |                | 1929年9月1日   |          | 临时代办     |          |      |
| 李时霖 | 1929年3月14日  | 1929年9月1日   |                |                | 1930年8月3日   | 二等秘书 | 临时代办     |          |      |
| 张履鳌 | 1929年9月6日   | 1930年8月3日   |                | 1931年3月7日   |                |          | 临时代办     | 升任公使 |      |
| 张履鳌 | 1931年3月7日   | 1931年3月7日   |                | 1932年2月25日  | 1932年3月8日   | 公使     | 特命全权公使 |          |      |
| 李时霖 | 1932年2月24日  | 1932年3月8日   |                |                | 1933年1月7日   | 一等秘书 | 临时代办     |          |      |
| 张谦   | 1932年11月12日 | 1933年1月7日   |                | 1933年5月13日  |                |          | 临时代办     |          |      |
| 张谦   | 1933年5月13日  | 1933年5月13日  | 1933年8月22日  | 1941年11月18日 |                | 公使     | 特命全权公使 |          |      |
| 戴保鎏 |                | 1941年11月13日 |                |                | 1942年8月5日   | 一等秘书 | 临时代办     |          |      |
| 张彭春 | 1942年5月30日  | 1942年7月28日  | 1942年7月30日  | 1945年3月19日  | 1944年10月20日 | 公使     | 特命全权公使 |          |      |
| 汤武   | 1944年4月10日  | 1944年10月20日 |                |                | 1945年12月22日 | 一等秘书 | 临时代办     |          |      |
| 吴泽湘 | 1945年3月19日  | 1945年12月24日 | 1945年12月29日 | 1947年2月28日  |                | 公使     | 特命全权公使 | 升任大使 |      |

### 中华民国驻智利大使（1947年－1971年）
1946年12月3日，中华民国驻智利公使馆升格为大使馆，公使吴泽湘升任大使。之后于1950年至1962年间，中华民国政府未派驻智利大使。1971年1月5日，因中华人民共和国与智利建交，中华民国宣布与其断交。
| 姓名   | 任命          | 到任          | 递交国书      | 免职          | 离任          | 外交衔级 | 外交职务     | 备注 | 备注 |
| ------ | ------------- | ------------- | ------------- | ------------- | ------------- | -------- | ------------ | ---- | ---- |
| 吴泽湘 | 1947年2月28日 | 1947年3月1日  | 1947年3月13日 |               | 1950年3月17日 | 大使     | 特命全权大使 |      |      |
| 尹葆宇 | 1950年1月27日 | 1950年3月17日 |               |               | 1959年9月2日  | 公使     | 临时代办     |      |      |
| 江易生 | 1959年8月1日  | 1959年9月14日 |               |               | 1960年7月15日 | 公使     | 临时代办     |      |      |
| 赵金镛 |               | 1960年7月15日 |               |               | 1960年9月29日 | 一等秘书 | 临时代办     |      |      |
| 桂宗尧 | 1960年9月5日  | 1960年9月29日 |               |               | 1962年3月12日 | 参事     | 临时代办     |      |      |
| 湯武   | 1962年1月18日 | 1962年3月12日 | 1962年3月16日 | 1966年4月27日 | 1966年5月28日 | 大使     | 特命全权大使 |      |      |
| 李迪俊 | 1966年4月27日 | 1966年6月6日  | 1966年6月7日  |               | 1971年1月5日  | 大使     | 特命全权大使 |      |      |

### 附：中国国际贸易促进委员会驻智利商务代表（1965年－1970年）
1965年6月10日，中国国际贸易促进委员会驻智利商务代表处正式成立。1970年12月，中智建交，商务代表林平成为首任驻智利大使。
| 姓名 | 任命   | 到任 | 免职 | 离任       | 职务     | 备注 | 备注 |
| ---- | ------ | ---- | ---- | ---------- | -------- | ---- | ---- |
| 林平 | 1965年 |      |      | 1970年12月 | 商务代表 |      |      |

### 中华人民共和国驻智利大使（1971年至今）
1970年12月15日，中华人民共和国与智利建交后，开始派遣驻智利大使。
| 姓名   | 任命           | 任命          | 到任          | 递交国书       | 免职           | 免职          | 离任           | 外交衔级 | 外交职务     | 备注                                               |
| 姓名   | 全国人大常委会 | 主席          | 到任          | 递交国书       | 全国人大常委会 | 主席          | 离任           | 外交衔级 | 外交职务     | 备注                                               |
| ------ | -------------- | ------------- | ------------- | -------------- | -------------- | ------------- | -------------- | -------- | ------------ | -------------------------------------------------- |
| 丁浩   | 不適用         | 不適用        | 1971年1月30日 |                | 不適用         | 不適用        | 1971年6月      | 参赞     | 临时代办     | 筹备开馆                                           |
| 林平   | 不適用         | 不適用        | 1971年6月12日 | 1971年6月22日  | 不適用         | 不適用        | 1973年2月13日  | 大使     | 特命全权大使 |                                                    |
| 徐中夫 | 不適用         | 不適用        | 1973年3月28日 | 1973年4月4日   | 1977年10月24日 | 不適用        | 1977年10月29日 | 大使     | 特命全权大使 |                                                    |
| 郑为之 | 1977年10月24日 | 不適用        | 未到任        | 不適用         | 1978年5月24日  | 不適用        | 不適用         | 大使     | 特命全权大使 |                                                    |
| 胡成放 | 1978年3月7日   | 不適用        | 1978年3月25日 | 1978年4月26日  | 1981年3月6日   | 不適用        | 1980年12月     | 大使     | 特命全权大使 |                                                    |
| 唐海光 | 1981年3月6日   | 不適用        | 1981年4月     | 1981年4月9日   | 1985年9月6日   | 1986年1月19日 | 1985年11月12日 | 大使     | 特命全权大使 |                                                    |
| 黄士康 | 1985年9月6日   | 1986年1月19日 | 1986年3月     | 1986年3月25日  | 1990年6月28日  | 1990年10月6日 | 1990年7月      | 大使     | 特命全权大使 |                                                    |
| 朱祥忠 | 1990年6月28日  | 1990年10月6日 | 1990年10月5日 | 1990年10月16日 | 1995年8月29日  | 1995年12月8日 | 1995年11月     | 大使     | 特命全权大使 | 1995年11月陪同弗雷访华，27日访问结束即留在国内卸任 |
| 王成家 | 1995年8月29日  | 1995年12月8日 | 1995年12月    | 1995年12月11日 | 1998年6月26日  | 1998年11月5日 | 1998年8月      | 大使     | 特命全权大使 |                                                    |
| 张沙鹰 | 1998年6月26日  | 1998年11月5日 | 1998年9月     | 1998年11月4日  | 1999年12月25日 | 2000年12月4日 | 2000年10月     | 大使     | 特命全权大使 |                                                    |
| 任景玉 | 2000年4月29日  | 2000年12月4日 | 2000年12月    | 2000年12月18日 | 2003年6月28日  | 2003年9月28日 | 2003年8月      | 大使     | 特命全权大使 |                                                    |
| 李长华 | 2003年6月28日  | 2003年9月28日 | 2003年9月     | 2003年9月3日   | 2006年10月31日 | 2007年3月9日  | 2007年2月      | 大使     | 特命全权大使 |                                                    |
| 刘玉琴 | 2006年10月31日 | 2007年3月9日  | 2007年3月12日 | 2007年4月24日  | 2009年8月27日  | 2010年2月10日 | 2009年12月     | 大使     | 特命全权大使 |                                                    |
| 吕凡   | 2009年8月27日  | 2010年2月10日 | 2010年1月2日  | 2010年1月19日  | 2012年2月29日  | 2012年5月16日 | 2012年2月      | 大使     | 特命全权大使 |                                                    |
| 杨万明 | 2012年2月29日  | 2012年5月16日 | 2012年5月20日 | 2012年6月13日  | 2014年6月27日  | 2014年9月16日 | 2014年8月16日  | 大使     | 特命全权大使 |                                                    |
| 李宝荣 | 2014年6月27日  | 2014年9月16日 | 2014年9月9日  | 2014年10月6日  | 2017年9月1日   | 2018年1月29日 | 2017年10月     | 大使     | 特命全权大使 |                                                    |
| 徐步   | 2017年11月4日  | 2018年1月29日 | 2018年1月8日  | 2018年1月24日  | 2020年8月11日  | 2021年3月5日  | 2020年10月     | 大使     | 特命全权大使 |                                                    |
| 牛清报 | 2020年12月26日 | 2021年3月5日  | 2021年2月21日 | 2021年6月4日   | 现任           |               |                | 大使     | 特命全权大使 |                                                    |